# برامج ممولة من المعلنين
البرامج المُمَوَّلة من المعلِنين (التي يُطلق عليها اختصارًا AFP) هو مصطلح حديث يُطلق على انقضاء النموذج الحديث لتمويل برامج التلفاز الحديث الذي كان سائدًا من أوائل ستينيات القرن العشرين. فمنذ ذلك الوقت، كانت البرامج تُمول بطبيعة الحال من خلال شركات إذاعة وكانت هذه الشركات تسترد نقودها من خلال بيع أوقات إعلانية في أثناء عرض المحتوى البرامجي. وقد استمر هذا النهج لعدة عقود، ولكن التطورات التكنولوجية الحديثة أرغمت شركات الإذاعة والمعلنين على إعادة التفكير في نمط علاقتهما.
ويعد المفهوم قديمًا بقدر عراقة التليفزيون نفسه؛ إذ إن مصطلح الأوبرا الصابونية مشتق من الواقعة التي تشير إلى أن عروض الأوبرا الصابونية الأصلية مُولت في حقيقة الأمر وأُنتجت من خلال شركات صناعة الصابون ومستحضرات التجميل مثل بروكتر وغامبل. بل إن عروضًا مثل عروض مسرح نجمة تكساكو (Texaco Star Theater)، التي كانت من أقدم برامج التلفاز، قد استفادت من هذا الأسلوب التمويلي. وسرعان ما ظهرت برامج فضائح برامج المسابقات (quiz show scandals) في أواخر خمسينيات القرن العشرين، والتي شهدت تكالب مجموعة شرسة من المعلنين على التلاعب في برامج المسابقات لإضافة أكبر قدر من الإثارة، الأمر الذي أدى إلى حياد هذا الأسلوب عن طريقه الصحيح. وبمجرد أن أصبح التلفاز ظاهرة عالمية في أواخر الخمسينيات وأوائل الستينيات من القرن العشرين، تنحى النموذج الأصلي جانبًا ليفسح المجال للنموذج الحديث، الذي يفصل إعداد البرامج عن الإعلان. (وقد يكون أحد العوامل التي أدت إلى ذلك هو أن العديد من جهات بث برامج التلفاز خارج الولايات المتحدة كانوا جهات بث حكومية مما أدى إلى تقييد استخدام الإعلانات كوسيلة تمويلية).
ومع ظهور أجهزة التسجيل الرقمية التي تُعرف أيضًا بـ مسجل الفيديو الرقمي (التي تعرف اختصارًا بـ PVR)، أصبح بإمكان المشاهدين تسجيل الحلقات أو السلاسل الكاملة لبرامجهم المفضلة والاستمتاع برؤيتها في الأوقات التي تروق لهم. ولم يقتصر تأثير هذا التغير على إثارة فكرة «وقت ذروة المشاهدة» (primetime) (حيث فُرضت	على المعلنين أسعار خاصة لشراء الفقرات المذاعة في الأوقات التي تحظى بنسب مشاهدة مرتفعة)، ولكن هذا كان يعني أن المشاهدين بإمكانهم حذف هذه الإعلانات تمامًا.
ويُعد المفهوم الجديد تمامًا للبرامج المُمَوَّلة من المعلِنين حلاً لهذا التغيير الحادث ويعني أيضًا أن المعلن يدفع في مقابل دمج الرسالة التي يريد توصيلها في كيان برنامج التلفاز نفسه، بدلاً من شراء الفقرة الإعلانية التي تُبث في أثناء إذاعته. ويتضمن هذا المفهوم أفكارًا مثل توظيف المنتجات والرعاية وحقوق التسمية أما الأفكار الأحدث فتتمثل في ابتكار عروض كاملة من البداية تتمحور حول منتَج ما. ويتم تنفيذ العديد من هذه المشروعات من خلال شراكة في المضمون بحيث تشترك العديد من الجهات المعنية في تمويل إنتاج البرامج.
وقد أنشأت كل من الوكالات المستقلة والشبكات العالمية وحدات متخصصة للتركيز على البرامج المُمَوَّلة من المعلِنين، مثل شركة جي دبليو تي إنترتينمينت (JWT Entertainment) وشركة BBH ((Bartle, Bogle & Hegarty)) وشركة هاباب للاتصالات (Hubbub Communications)، ومؤسسة ناو (Now Inc)، وشركة مودرا (Mudra)، وشركة إم التابعة لمجموعة دبليو بي بي (WPP's Group M) أو شركة جراند سنترال (Grand Central) التابعة لمؤسسة أومنيكوم (Omnicom)، في لندن والتي تعد إحدى الوكالات العاملة في مجال البرامج المُمَوَّلة من المعلِنين.
بعض النماذج الحديثة للبرامج المُمَوَّلة من المعلِنين:
حلقات *كلاب يوكانوبا الرائعة (Eukanuba's Extraordinary Dogs)، من إعداد وتوزيع شركة أبراند أبارت تيليفجن المحدودة (A Brand Apart Television Ltd.)، وهي من كبريات الشركات العالمية في مجال إعداد البرامج المُمَوَّلة من المعلِنين برنامج *ذا كريبتون فاكتور (The Krypton Factor)، بالاشتراك مع مجموعة ذا سيج (The Sage Group) والذي عُرض على شبكة التليفزيون المستقل (ITV)
- برنامج المصنع على قناة يوروسبورت (Eurosport)، بالاشتراك مع شركة فيليبس وشركة إيه تي أند تي ويليامز إف وان (AT&T Williams F1)[1]

برنامج *بيت: لايف أون ذا ستريت (Life on the Street) والذي عرض على شبكة التليفزيون المستقل، بالاشتراك مع مكتب الهجرة والجوازات البريطاني
برنامج *فودافون تي بي إي (Vodafone TBA) الذي عرض على القناة الرابعة البريطانية، بالاشتراك مع شركة فودافون
برنامج *فورد وتويوتا الذي عرض في مسلسل 24 برنامج *معجون أسنان كريست (Crest toothpaste) الذي عُرض في مسلسل ذي أبرينتيس (The Apprentice) برنامج *أميريكان إكسبريس (American Express) الذي عُرض في حلقات المطعم (The Restaurant)
- Findmypast.co.uk التي يرعاها المسلسل التليفزيوني المعني بعلم الأنساب «البحث عن الماضي» (Find My Past) الذي عرض على قناة ياسترداي في أكتوبر 2011.[5]

تقيد معظم المؤسسات الرياضية بشدة توظيف البرامج المُمَوَّلة من المعلِنين وخاصة في مسابقات الهواة مثل دورة الألعاب الأولمبية وكأس العالم لكرة القدم، وهما المسابقتان اللتان تحظران هذا الأسلوب باعتباره أسلوب تسويقي غير لائق. تبنت العديد من الرياضات هذا الأسلوب باعتباره يجلب عائدات إضافية تعود بالفائدة على كل من المسابقات والشبكات التلفزيونية في آن واحد. وقد بيعت حقوق التسمية في ألعاب البولنجوالمسابقات والعروض التليفزيونية والعروض المقامة في فترات الاستراحة بين الأشواط والاستادات والملاعب مع التركيز على بيع أسماء الفرق بصورة أكثر شيوعًا خارج أمريكا الشمالية بينما يمكننا ملاحظة توظيف المنتجات والإعلانات في الملاعب أو في اللوحات الإعلانية المحيطة بها أو في أشكال الجرافيك التي تُعرض على الشاشة دون التأثير في متعة المشاهدة. كما توفر أساليب إعداد البرامج المُمَوَّلة من المعلِنين لجهات بث الأحداث الرياضية وسيلة ثالثة لتحقيق عائدات، وذلك علاوة على رسوم إعادة البث والأساليب الإعلانية التقليدية، الأمر الذي يسمح لمحطات مثل إي إس بي إن (ESPN) بدفع رسوم حقوق بث مرتفعة وفي الوقت نفسه تحقيق عائدات هائلة.